# List biskupije splitske i makarske
List biskupije splitske i makarske bio je hrvatski katolički list.

## Povijest
Biskup Marko Kalogjera odlučio je poboljšati obavješćivanje svojega klera izdavanjem prikladnog dijecezanskog časopisa. Časopis je započeo s izdavanjem u siječnju 1878. godine. Godine 1892. list mijenja naslov List biskupije splitske i makarske. Godine 1915. ime se mijenja u List biskupije splitsko-makarske, a od 1917. u List biskupije splitske-makarske. Godine 1924. List je bio također službeno glasilo Šibenske biskupije. Godine 1926. vraća se naziv List biskupije splitsko-makarske. Od 1927. bio je ujedno službeno glasilo hvarske biskupije. Godine 1943. prestaje izlaziti nakon dvobroja za srpanj i kolovoz.
Od 1946. do 1953. List je naslijedila Mjesečna okružnica te od 1954. do 1965. godine Službeni vjesnik biskupije splitske i makarske. Od 1966. do 1969. nosio je naziv Vjesnik biskupije splitske i makarske. Danas izlazi Vjesnik nadbiskupije splitsko-makarske.

### Članci
- Ostojić, Ivan. 1979. Stota obljetnica lista biskupije splitsko-makarske. Crkva u svijetu. Sveučilište u Splitu - Katolički bogoslovni fakultet. Split. 14 (1): 89–92